# Гиљотина
Гиљотина је механичка справа која је служила за извршење смртне казне одсецањем главе. Названа је по лекару Жозефу Ињасу Гиљотену (фр. Joseph Ignace Guillotin) који је предложио њену употребу. Ова механичка справа је била замена за секиру којом се вековима пре тога у Француској вршила смртна казна над осуђеницима.
Слична справа је употребљавана у Шкотској од 1564. до 1708. године под називом „Шкотска девица“ (енгл. Scottish Maiden), а у књизи Александра Диме „Гроф Монте Кристо“ слична справа се описује као италијанско оружје смрти – „мандаја“.
Гиљотина је карактеристична по великом и оштром сечиву масе око 60 kg, које са висине од око 2 метра оштрицом пада на потиљак жртве и одсеца јој главу. Идеју о употреби, ради хуманијег начина извршења смртне казне, предложио је 1792. године Жозеф Ињас Гиљотен, француски лекар, који је, као посланик у Француској народној скупштини, предложио гиљотину као средство хуманијег извршења смртне казне. Поред овог предлога о гиљотини, Жозеф Гиљотен је поднео и предлог о забрани јавног извршења казне. Предлог је прошао, али само онај о гиљотини, тако да су 1792. године Шарл-Анри Сансон — главни француски извршилац, џелат — и немачки мајстор Тобијас Шмит, направили први прототип гиљотине. Мада се често мисли да је Жозеф Гиљотен човек који је направио гиљотину, он је само издејствовао да закон о гиљотини буде прихваћен у скупштини, а није учествовао у њеној изради и осмишљавању.
На самом почетку оштрица гиљотине је била полукружног облика – слично као код секире за извршење смртне казне, али већ после првих испробавања она је замењена сечивом под углом од 45 степени. Овакво угаоно сечиво се показало много ефикаснијим. Експерименти и испробавања су вршена око три недеље. У почетку су вршени на животињама, а касније су у ту сврху послужила тела мртваца крупније грађе, чије је постхумно обезглављивање протекло без неких већих проблема. После дефинисања угла сечива и брзине падања сечива гиљотина је била спремна за употребу. Прво јавно погубљење гиљотином извршено је 20. априла 1792. године, а жртва је била непријатељ револуције Nicolas-Jacques Pelletier. Он је био први од неколико хиљада оних који су свој живот скончали под сечивом гиљотине. Када је француска револуција била на свом врхунцу, за само четири месеца под гиљотином је убијено преко 4.000 људи. Најславнији међу њима је био Луј XVI који је 1793. године био смакнут као грађанин Луј Капет.
Током 19. и 20. века у затворима у колонијама за осуђенике у Француској Гвајани и на Ђавољем острву, гиљотина је, слободно се може рећи, била заштитни знак и симбол окрутности. Десетог септембра 1977. године погубљен је последњи осуђеник на смрт гиљотином - Hamid Djandoubi, да би укидањем смртне казне у Француској 1981. године, гиљотина била избачена из употребе.
У току периода у којем је гиљотина коришћена (1792 – 1977) било је различитих тумачења њене делотворности и хуманости. Многи су тврдили да глава, и ако одвојена од тела живи још неко време, па тако жртва пати и трпи више него што је то потребно. Пре укидања гиљотине у Француској, она је била укинута 1910. године у Шведској, а 1949. године у Немачкој. Хумана или не, гиљотина је обележила један историјски период у Француској, нарочито период француске револуције.
Последње погубљење гиљотином у Француској одиграло се 1977. године.

## Гиљотиниране историјске личности
- Луј XVI
- Марија Антоанета
- Жорж Дантон
- Антоан Лавоазје
- Максимилијан Робеспјер
- Троје студената чланова антифашистичке групе Бела ружа